# 周冉
周冉（1511年—？），字子雲，直隸永平府灤州人，民籍，明朝政治人物。

## 生平
順天府鄉試第三十六名舉人。嘉靖二十三年（1544年）中式甲辰科會試第二十一名，登第二甲第五十三名進士。

## 家族
曾祖周賢；祖父周通；父周珍，母張氏。具庆下。